# Baraha (Udayapur)
Baraha (nep. बाराहा) – gaun wikas samiti we wschodniej części Nepalu w strefie Sagarmatha w dystrykcie Udayapur. Według nepalskiego spisu powszechnego z 2001 roku liczył on 515 gospodarstw domowych i 3226 mieszkańców (1597 kobiet i 1629 mężczyzn).